# گئورگی تسیبولنیکوف
گئورگی تسیبولنیکوف (انگلیسی: Georgiy Tsybulnikov؛ زادهٔ ۲۱ نوامبر ۱۹۶۶) قایقران کایاک، و قایقران کانو اهل روسیه است.